# Sundsvalls moské
Sundsvalls moské är en islamisk moské i Sundsvall, Västernorrlands län, invigd 2010. Byggnaden utgjorde tidigare gudstjänstlokal åt katolska kyrkan i Sverige.